# 克氏巨盾蛞蝓
克氏巨盾蛞蝓（学名：Macrochlamys kasnakowi）为拟阿勇蛞蝓科巨盾蛞蝓属的动物。分布于俄罗斯以及中国大陆的新疆、西北一带等地，生活环境为陆地，一般生活于林区灌木丛、草丛中、落叶、树枝和石块下以及农田附近的草丛中。